# 청주 연제리 모과나무
청주 연제리 모과나무는 충청북도 청주시 흥덕구 오송읍 연제리에 있는 모과나무이다. 2011년 1월 13일 대한민국의 천연기념물 제522호로 지정되었다.

## 개요
국내 모과나무 중 규모가 크고 수형 및 생육상태도 양호하며 조선조 세조가 ‘무동처사’라는 어서를 하사한 유서깊은 나무로, 생물학적 가치뿐만 아니라 역사·문화적 가치도 크다.
높이 12.0m, 가슴높이 둘레 3.34m, 수관폭 13m, 수령 500년(추정)

## 같이 보기
- 모과나무

## 참고 자료
- 청주 연제리 모과나무 - 국가유산청 국가유산포털